# Altair 8800
ALTAIR 8800 – zestaw komputerowy do własnoręcznego montażu, opracowany pod koniec 1974 w przedsiębiorstwie Micro Instrumentation and Telemetry Systems (skrót MITS), założonym przez Eda Robertsa. Zestaw, kosztujący 400 USD, zawierał 8-bitowy mikroprocesor Intel 8080, taktowany z częstotliwością 2 MHz, oraz podstawową pamięć operacyjną 256 bajtów (w zasadzie wystarczającą tylko do uruchomienia systemu). Mógł zostać rozbudowany po zastosowaniu np. pamięci RAM o 1, 2, 4, 16 kB, podłączeniu magnetofonu, jako pamięci masowej, a w późniejszym czasie stacji dyskietek.
W 1975 r. został uzupełniony o, napisany przez niewielkie wówczas przedsiębiorstwo Billa Gatesa i Paula Allena, interpreter języka programowania Microsoft BASIC, znany też jako Altair BASIC. W odróżnieniu od później skonstruowanych komputerów Altair nie posiadał klawiatury i monitora. W podstawowej konfiguracji jego obsługa odbywała się poprzez przełączniki na panelu przednim komputera. W bardziej zaawansowanej jego wersji możliwe było podłączenie terminala szeregowego (najczęściej dalekopisu), co wymagało dodatkowej karty wejścia/wyjścia. Altair 8800 wyposażony był w szynę S-100. Przedsiębiorstwo zdołało sprzedać ok. 10 tys. egzemplarzy zestawu, co było sukcesem rynkowym. Komputer zyskał popularność wśród osób i przedsiębiorstw, które chciały mieć własny komputer i kupowały go jako zmontowany zestaw. Maszyna ta jest uznawana za pierwszy komputer osobisty.

## Historia

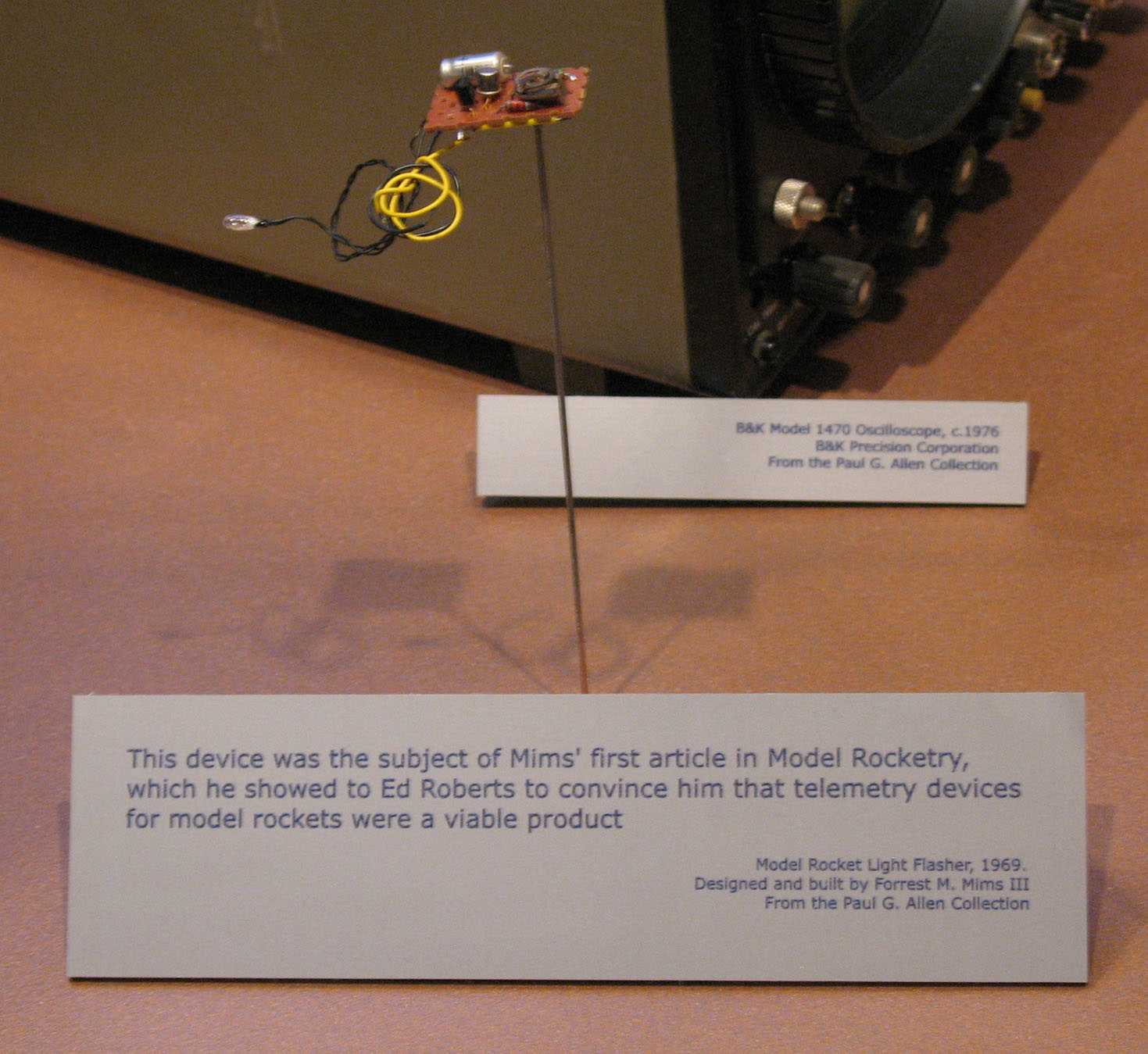
Projekt światełka śledzącego dla modelu rakiety, który pojawił się w wydaniu Model Rocketry we wrześniu 1969 był pierwszym zestawem elektronicznym sprzedawanym przez MITS.

Podczas służby w Laboratorium Zbrojnym Bazy Wojsk Lotniczych w Kirtland, Ed Roberts i Forrest M. Mims III postanowili wykorzystać swoje zaplecze elektroniczne do produkcji małych zestawów dla modelarzy rakietowych. W 1969 r. Roberts i Mims, razem ze Stanem Cagle'em i Robertem Zallerem, założyli przedsiębiorstwo  Micro Instrumentation and Telemetry Systems (MITS) w garażu Robertsa w Albuquerque, w stanie Nowy Meksyk, rozpoczynając sprzedaż nadajników radiowych oraz instrumentów do modeli rakiet.

### Kalkulatory
Zestawy modeli rakiet nie okazały się sukcesem. MITS szukało pomysłów na zestaw, który zainteresowałby większe grono hobbistów. W listopadzie 1970 r. w piśmie Popular Electronics pojawił się Opticom, zestaw z MITS, który przesyłał głos za pośrednictwem wiązki światła LED. Mims i Cagle tracili zainteresowanie rynkiem zestawów do samodzielnego montażu, więc Roberts wykupił swoich partnerów i rozpoczął pracę nad zestawem kalkulatora.  Electronic Arrays zapowiedziała w tym czasie zestaw sześciu zintegrowanych układów scalonych, dzięki którym można było zaprojektować czterofunkcyjny kalkulator. Zestaw kalkulatora MITS 816 używał tego chipsetu i pojawił się w listopadzie 1971 r. na okładce Popular Electronics. Zestaw sprzedawany był w cenie 175 USD (275 USD złożony). Forrest Mims napisał instrukcję montażu tego i innych zestawów, które pojawiały się przez następne kilka lat. Często przyjmował egzemplarz kalkulatora, jako formę płatności.
Kalkulator odniósł sukces, czego następstwem było kilka kolejnych, ulepszonych modeli. Model MITS 1440 został opisany w lipcu 1973 r. w wydaniu Radio-Electronics. Posiadał 14-cyfrowy wyświetlacz, pamięć i potrafił obliczyć wartość pierwiastka kwadratowego wpisanej liczby. Zestaw sprzedawany był po 200 USD, a wersja złożona kosztowała 250 USD. Później MITS stworzyła jednostkę programującą, która podłączona do modelu 816 lub 1440 pozwalała na zaprogramowanie do 256 kroków operacji.

### Aparatury pomiarowe
Poza kalkulatorami, MITS stworzyło linię urządzeń pomiarowych – tester obwodów elektrycznych, generator sygnału, cyfrowy woltomierz i kilka innych narzędzi. Aby sprostać wymaganiom, siedziba MITS została przeniesiona do większego budynku przy 6328 Linn NE w Albuquerque w 1973 r. W nowej siedzibie zainstalowano automat do lutowania na fali oraz linię montażową. W 1972 r. przedsiębiorstwo Texas Instruments stworzyło własny chip kalkulatora i rozpoczęła sprzedaż gotowych kalkulatorów po cenie niższej niż połowa ceny rynkowej innych komercyjnych modeli. To wydarzenie wpłynęło negatywnie na MITS oraz inne przedsiębiorstwa, przyczyniając się do monopolu Texas Instruments na rynku kalkulatorów. Ed Robers miał trudności z redukcją swojego ćwierćmilionowego długu.

### Popular Electronics
W styczniu 1972 r., czasopismo Popular Electronics połączyło się z magazynem Ziff-Davis, Electronics World. Wielu autorów negatywnie zareagowało na zmianę składu redakcji i postanowiło kontynuować pisanie swoich artykułów dla konkurencyjnego czasopisma, Radio-Electronics. W 1974 r., redaktorem Popular Electronics został Art Salsberg, który za cel postawił sobie przywrócenie wysokiej pozycji pisma o projektach elektronicznych. Był pod wrażeniem artykułu o urządzeniu TV Typerwiter (elektroniczna maszyna do pisania) autorstwa Dona Loncastera (Radio Electronics, wrzesień 1973 r.) i poszukiwał projektu komputerowego dla Popular Electronics. Don Lancaster stworzył klawiaturę ASCII dla Popular Electronics w kwietniu 1974 r. Rozważano opublikowanie projektu komputerowego trenera autorstwa Jerry'ego Ogdina, kiedy Mark-8 – komputer Jonathana Titusa, oparty na procesorze 8008 pojawił się w lipcu na okładce Radio-Electronics. Projekt komputerowego trenera został wstrzymany, a redaktorzy poszukiwali projektu opisującego budowę prawdziwego komputera. (Jerry Odgin otrzymał propozycję redagowania własnej kolumny Computer Bits w Popular Electronics od lipca 1975 r.)
Les Solomon, jeden z redaktorów, wiedział o pracach MITS nad komputerem opartym na procesorze 8080 i uważał, że Ed Roberts byłby w stanie przygotować projekt do wydania styczniowego. TV Typewriter i komputer Mark-8 były projektami zawierającymi jedynie szczegółowy zestaw planów i pustych płytek drukowanych. Hobbiści musieli sprostać trudnemu zadaniu pozyskania wszystkich układów scalonych i komponentów potrzebnych do budowy. Redaktorzy Popular Electronics chcieli zaoferować czytelnikom kompletny zestaw w profesjonalnie wyglądającym wydaniu.
Typowy produkt MITS posiadał generyczną nazwę, taką jak „Model 1440 Calculator” lub „Model 1600 Digital Voltometer”. Ed Roberts, pochłonięty pracami nad projektem, pozostawił kwestię nazwania komputera redaktorom Popular Electronics.
Jednym z wyjaśnień nazwy Altair, które później redaktor Les Solomon podał słuchaczom na pierwszej konwencji komputera Altair – Altair Computer Convention (marzec 1976 r.), jest historia, w której 12-letnia córka Solomona, Lauren podpowiedziała tacie nazwę komputera na podstawie serialu Star Trek: „dlaczego nie nazwiesz go Altair? – właśnie tam Enterprise leci tej nocy.” Prawdopodobnie odcinkiem, który tego dnia widziała Lauren, jest Amok Time, ponieważ tylko w tym odcinku serii oryginalnej załoga Enterprise podróżowała na Altair.
Inną prawdopodobną wersją jest to, że Altair miał być oryginalnie nazwany PE-8 (Popular Electronics 8-bit), ale Solomon uznał tę nazwę za mało interesującą, więc Les, Alexander Burawa (redaktor współpracujący) i John McVeigh (redaktor techniczny) zdecydowali, że to wydarzenie jest przełomowe, więc komputer powinien mieć nazwę gwiazdy. McVeigh zasugerował „Altair”, jako dwunastą najjaśniejszą gwiazdę na niebie.
Ed Roberts i Bill Yates skończyli pierwszy prototyp w październiku 1974 r. i wysłali to do redakcji Popular Electronics w Nowym Jorku drogą kolejową (Railway Express Agency). Niestety ze względu na strajk przedsiębiorstwa przewozowego, komputer nigdy nie dotarł do przedsiębiorstwa. Solomon miał już w tym momencie kilka zdjęć maszyny i na nich oparł swój artykuł. Roberts zajął się budową nowej wersji. Komputer na okładce magazynu był w rzeczywistości pustym pudełkiem z przełącznikami i diodami na przednim panelu. Ukończony model komputera Altair miał zupełnie inny układ płyt obwodów drukowanych niż prototyp pokazany w czasopiśmie. Numer ze stycznia 1975 pojawił się w sklepach na tydzień przed Świętami Bożego Narodzenia 1974 r. i zestaw był już oficjalnie (nawet jeśli w praktyce nie było to jeszcze możliwe) dostępny na sprzedaż.

### Intel 8080

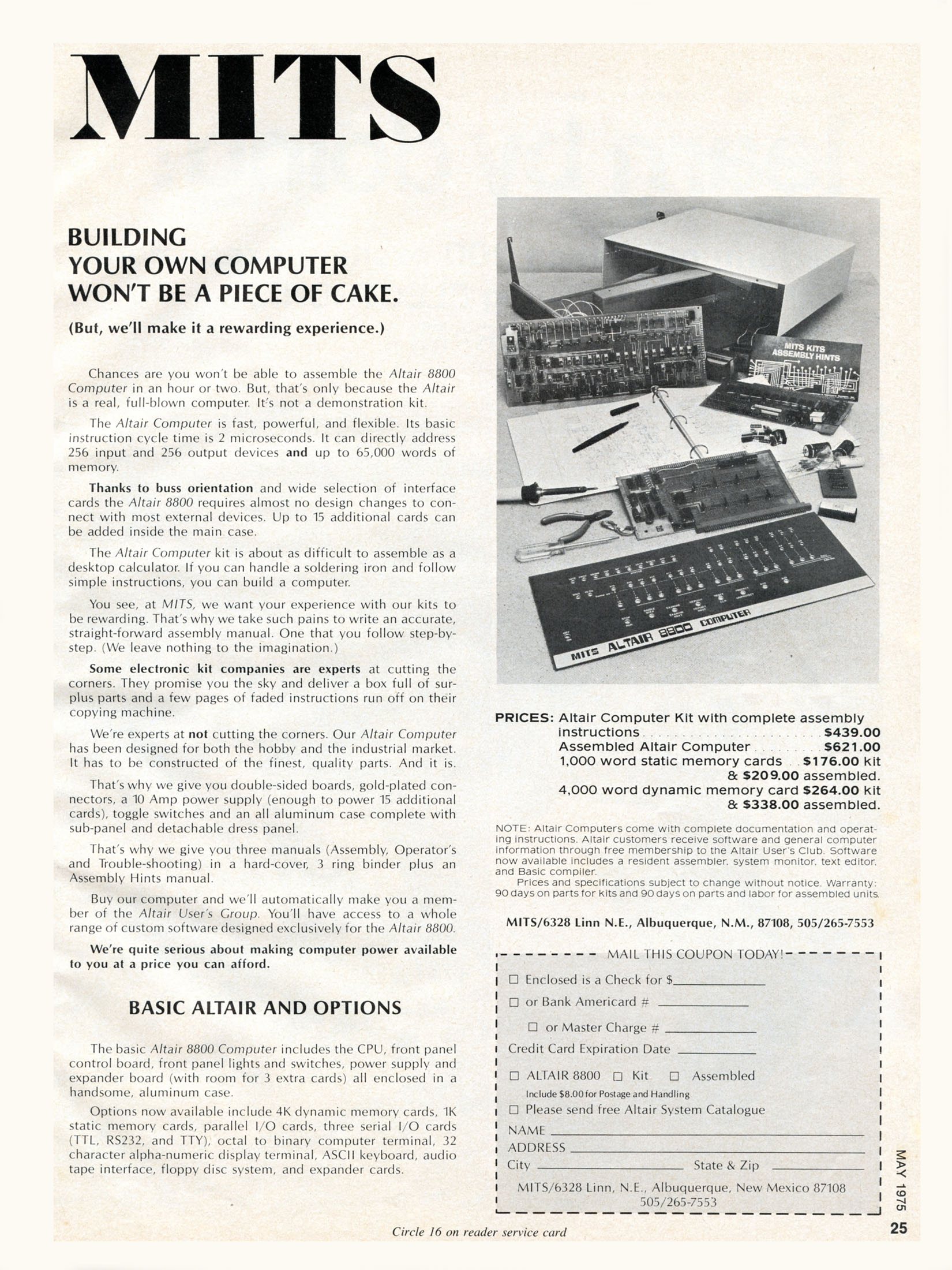
Reklama komputera Altair 8800 z maja 1975 r.

Ed Roberts projektował i konstruował programowalne kalkulatory, dlatego posiadał obeznanie wśród mikroprocesorów dostępnych w 1974 r. Model Intel 4004 oraz Intel 8008 nie były wystarczające wydajne, procesory National Semiconductor IMP-8 i IMP-16 wymagały zewnętrznego sprzętu, a układ Motorola 6800 był ciągle w fazie przygotowań, więc Ed Roberts zdecydował się na 8-bitowy procesor Intel 8080. W tym czasie, głównym interesem przedsiębiorstwa Intel była hurtowa sprzedaż chipów pamięci przedsiębiorstwom komputerowym (transakcje rzędu tysięcy sztuk). Sprzedaż małej liczby mikroprocesorów nie była popularna i przedsiębiorstwo nie miało doświadczenia w handlu detalicznym. Kiedy model 8080 został po raz pierwszy przedstawiony w kwietniu 1974 r., przedsiębiorstwo Intel ustawiło cenę pojedynczego zestawu na 360 dolarów (cena porównywalna z 1700 dolarów z roku 2014). „Ta liczba brzmiała dobrze”, wspominał Dave House w 1984 r. „Poza tym, był to komputer, a one kosztował zwykle tysiące dolarów, więc uznaliśmy to za rozsądną cenę.” Ed Roberts miał doświadczenie w kupnie zestawów OEM chipów do kalkulatorów, więc był w stanie wynegocjować cenę wysokości $75 (porównywalną z $350 dolarów z roku 2014) za mikroprocesory 8080.
Intel stworzył komputer Intellec-8 Microprocessor Development System, który sprzedawany był w bardzo dochodowej cenie 10 000 USD. Funkcjonalnie bardzo przypominał Altaira 8800, ale był to system wyższej klasy, przygotowany na rynek komercyjny, z szeroką linią urządzeń peryferyjnych i oprogramowaniem. Klienci pytali przedsiębiorstwo Intel, dlaczego Intellec-8 był tak drogi, podczas gdy Altair kosztował jedynie 400 USD. Niektórzy sprzedawcy odpowiadali, że MITS otrzymywał od przedsiębiorstwa Intel egzemplarze procesorów z kosmetycznymi usterkami lub innymi wadami. W lipcu 1975 r. przedsiębiorstwo Intel wysłało list do swoich sprzedawców i dystrybutorów, w którym oznajmiło, że komputer Altair 8800 przedsiębiorstwa MITS używa normalnych układów Intel 8080. Dystrybutorzy powinni sprzedawać system Intellec, bazując na jego zasługach i nikt nie powinien dyskredytować wartościowych współpracowników takich jak MITS. List został wydrukowany w sierpniu 1975 r. w wydaniu MITS Computer Notes. Plotka o „defektach kosmetycznych” powracała później w wielokrotnie, pomimo iż zarówno MITS, jak i Intel zaprzeczali temu na piśmie w 1975 r.

### Premiera komputera
Przez dekadę uczelnie wymagały od studentów kierunków ścisłych oraz inżynierskich ukończenia kursu programowania komputerowego, zwykle w języku FORTRAN lub BASIC. To oznaczało, że istniała duża baza klientów, którzy wiedzieli o komputerach. W 1970 r. kalkulatory elektroniczne można było zobaczyć jedynie w laboratorium, ale w 1974 r. były już elementem wyposażenia domowego. Kalkulatory i gry wideo takie jak Pong, otworzyły komputery na szersze grono odbiorców. Elektroniczni hobbiści podejmowali się realizacji cyfrowych projektów, takich jak cyfrowy woltomierz i licznik częstotliwości. Komputery oparte na procesorze Intel 8008 były dostępne w 1974 r., ale nie były wystarczająco wydajne, aby działać z językiem wysokiego poziomu, takim jak BASIC. Altair posiadał wystarczającą moc obliczeniową, która czyniła go użytecznym i rozszerzalnym systemem, nadającym się do różnego rodzaju zastosowań.
Ed Roberts optymistycznie powiedział swojemu bankierowi, że jest w stanie sprzedać 800 komputerów, podczas gdy w rzeczywistości, potrzebował kupców na jedynie 200 sztuk, aby wyjść z zyskiem w nadchodzącym roku. Kiedy czytelnicy otrzymali styczniowe wydanie Popular Electronics, przedsiębiorstwo MITS zostało zalane falą zamówień. Konieczne było zatrudnienie nowych pracowników by odpowiadać na przychodzące telefony. W lutym MITS otrzymało 1000 zamówień na Altair 8800. Oficjalnym czasem realizacji zamówienia było 60 dni, ale musiały upłynąć miesiące zanim było to faktycznie zapewnione. Roberts skupił się na dostarczaniu komputerów; wszystkie inne opcje musiały czekać aż do uregulowania zamówień. Przedsiębiorstwo MITS oznajmiło, że do końca maja dostarczyła 2500 zestawów Altair 8800. Liczba ta przekroczyła 5 tys. w sierpniu 1975 r. Przedsiębiorstwo MITS zatrudniało poniżej 20 pracowników w styczniu, ale liczba ta wzrosła do 90 w październiku 1975 r.
Komputer Altair 8800 nie był rentowną sprzedażą dla MITS. Przedsiębiorstwo musiało sprzedawać dodatkowe karty pamięci, karty I/O oraz inne dodatkowe opcje, aby zwiększyć swój zysk. System domyślnie wyposażony był w pamięć „słowa maszynowego 1024” o pojemności 256 bajtów. Język BASIC został ogłoszony w lipcu 1975 r. i wymagał jednej lub dwóch dodatkowych płyt pamięci słowa maszynowego 4096 oraz rozszerzenie interfejsu.
Cennik MITS, Popular Electronics, sierpień 1975 r.
| Opis                                    | Cena zestawu | Cena wersji złożonej |
| --------------------------------------- | ------------ | -------------------- |
| Komputer Altair 8800                    | 439 USD      | 621 USD              |
| Pamięć słowa 1024                       | 176 USD      | 209 USD              |
| Pamięć słowa 4096                       | 264 USD      | 338 USD              |
| Płyta interfejsu równoległego           | 92 USD       | 114 USD              |
| Płyta interfejsu szeregowego (RS-232)   | 119 USD      | 138 USD              |
| Płyta interfejsu szeregowego (Teletype) | 124 USD      | 146 USD              |
| Interfejs kaset audio                   | 128 USD      | 174 USD              |
| Teletype Model 33 ASR                   | brak         | 1500 USD             |
- język 4K BASIC (przy zakupie komputera Altair, pamięci 4096 i płyty interfejsu) 60 USD
- język 8K BASIC (przy zakupie komputera Altair, dwóch pamięci 4096 i płyty interfejsu) 75 USD

Przedsiębiorstwo MITS nie miała konkurencji przez pierwszą połowę roku 1975. Sprzedawana kość pamięci 4K używała dynamicznego RAM-u i posiadała kilka błędów projektowych. Problemy z wysyłką opcjonalnych podzespołów i problemy z płytkami pamięci 4K były okazją dla zewnętrznych dostawców. Właściciel przedsiębiorczego Altaira, Robert Marsh zaprojektował statyczną pamięć 4K, która była kompatybilna z Altair 8800 i sprzedawana po 255 USD. Jego przedsiębiorstwo, Processor Technology, stało się jednym z najbardziej pomyślnych dostawców rozszerzeń komputera Altair. Jego reklama w sierpniu 1975 r. pojawiła się w piśmie Popular Electronics i obiecywała interfejs oraz komponenty PROM dołączane do 4K kości pamięci. Później przedsiębiorstwo Processor Technology stworzyło popularny komponent wyświetlacza wideo, który mógł być podłączany bezpośrednio do Altaira.
Przedsiębiorstwo konsultingowe z San Leandro w Kalifornii, IMS Associates Inc., chciało zakupić kilka komputerów Altair, ale długi czas dostawy przekonał ich, że powinni zbudować swoje własne komputery. W wydaniu Popular Electronics z października 1975 r., małe ogłoszenie reklamowało komputer IMSAI 8080. Reklama zaznaczała, że wszystkie komponenty były „kompatybilne złączami” z komputerem Altair 8800. Komputer kosztował $439 za zestaw. Pierwsze 50 komputerów IMSAI zostało wysłane w grudniu 1975 r. Projekt IMSAI 8080 był w kilku aspektach lepszy od komputera Altair. Był łatwiejszy w złożeniu: Altair wymagał 60 połączeń przewodowych pomiędzy panelem przednim a płytą główną. Płyta główna IMSAI posiadała 18 złączy. Płyta zaprojektowana przez MITS składała się z 4 segmentów złączy, które musiały być połączone ze sobą przy pomocy 100 przewodów. Ponadto, komputer IMSAI posiadał większy zasilacz, aby sprostać rosnącej liczbie komponentów rozszerzających, używanych w typowych systemach. Przewaga IMSAI była krótkotrwała, ponieważ przedsiębiorstwo MITS przewidziało te niedoskonałości i stworzyło Altaira 8800B, który został wydany w czerwcu 1976 r.

## Opis
W pierwszym projekcie Altaira wszystkie komponenty nie zmieściły się na pojedynczej płycie głównej, dlatego podzielono konstrukcję na 4 płyty ustawione jedna nad drugą i rozdzielone wspornikami. Roberts w tamtym czasie nie był w stanie skonstruować bardziej wyrafinowanego komputera, ponieważ pewne potrzebne części nie były jeszcze dostępne na rynku, albo nie zostałaby ukończone na czas do styczniowej prezentacji. Na podstawie uzyskanego doświadczenia Roberts oparł drugi model na wymiennych kartach, tym samym zredukował funkcję płyty głównej do zwykłego łącznika pomiędzy podłączonymi płytami – tylnego panelu. Podstawowy zestaw składał się z 5 kart, w tym realizujących zadania m.in. CPU i pamięci operacyjnej. Dzięki znalezieniu tańszych złączy opracował 100-pinowe złącze krawędziowe znane jako szyna S-100. Szyna zyskała uznanie wśród społeczności specjalistów komputerowych i została uznana za standard IEEE-696.
Szyna Altair składała się z pinów dla Intel 8080, które znajdowały się na tylnej płycie. Projekt konstrukcji całego komputera nie był zbyt przemyślany, co było przyczyną zwarć pomiędzy liniami zasilania o różnych napięciach, które znajdowały się obok siebie. Drugą niedogodnością było to, że system składał się z dwóch jednokierunkowych 8-bitowych szyn danych i tylko jednej dwukierunkowej 16-bitowej szyny adresowej. Umowa na zasilacze doprowadziła do zastosowania napięcia +8 V i +18 V, które musiały być zamieniane na kartach do poziomów standardowych napięć TTL (+5 V) albo RS-232 (+12 V).

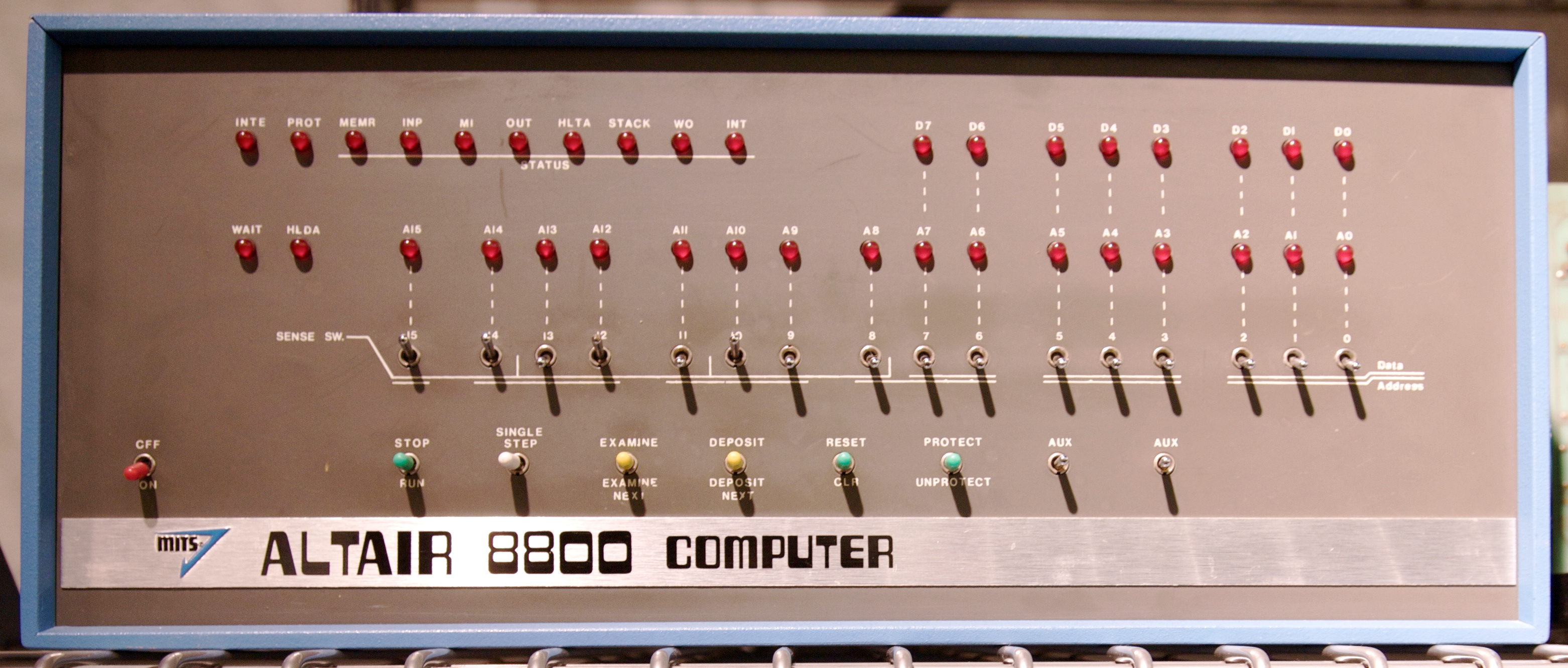
Przedni panel modelu Altair 8800
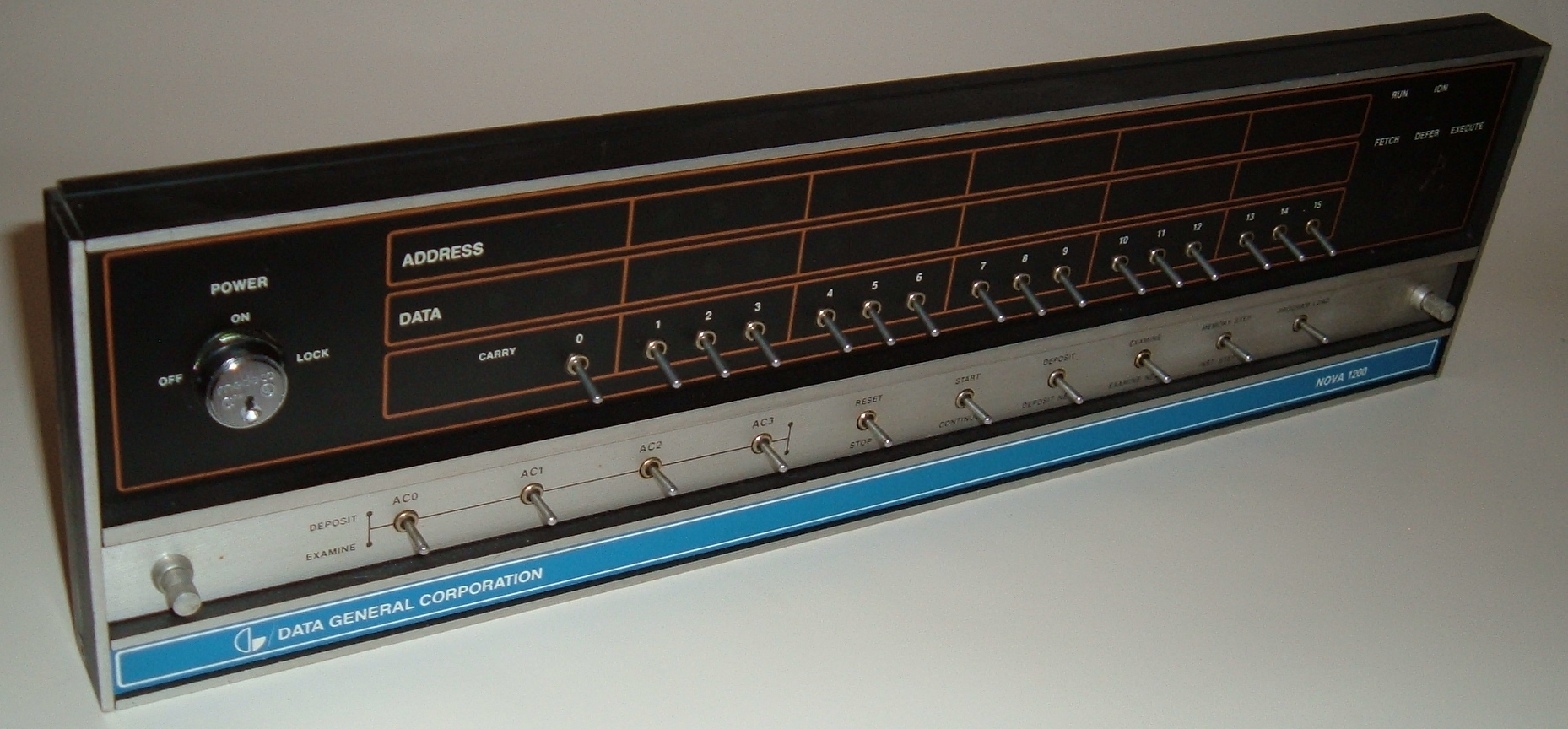
Panel sterowania minikomputera Data General Nova
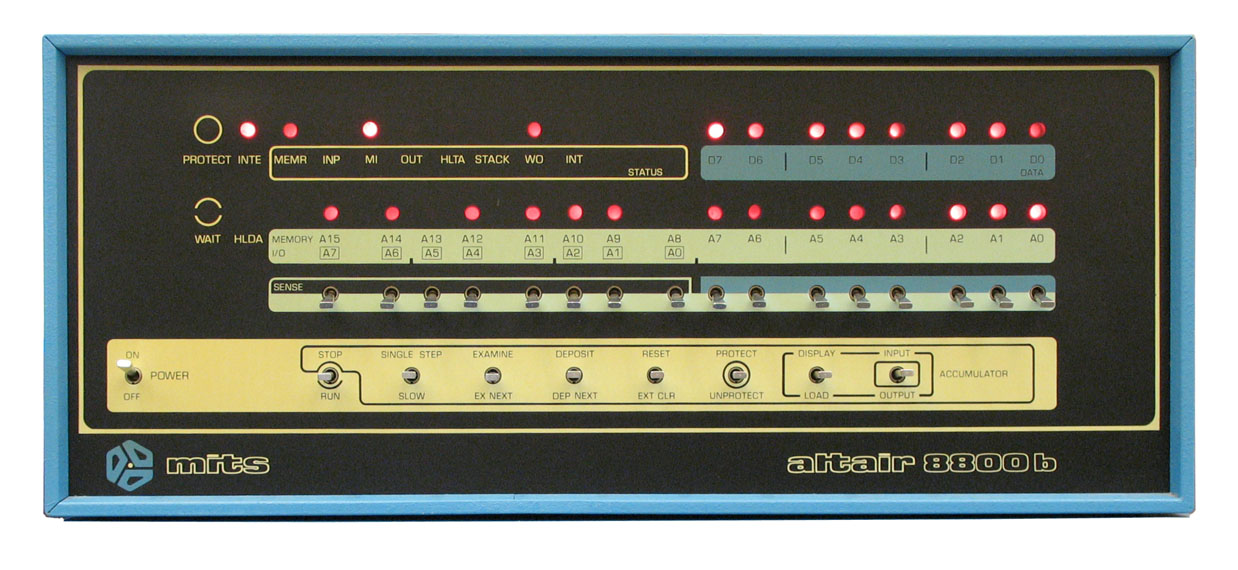
Przedni panel modelu Altair 8800b
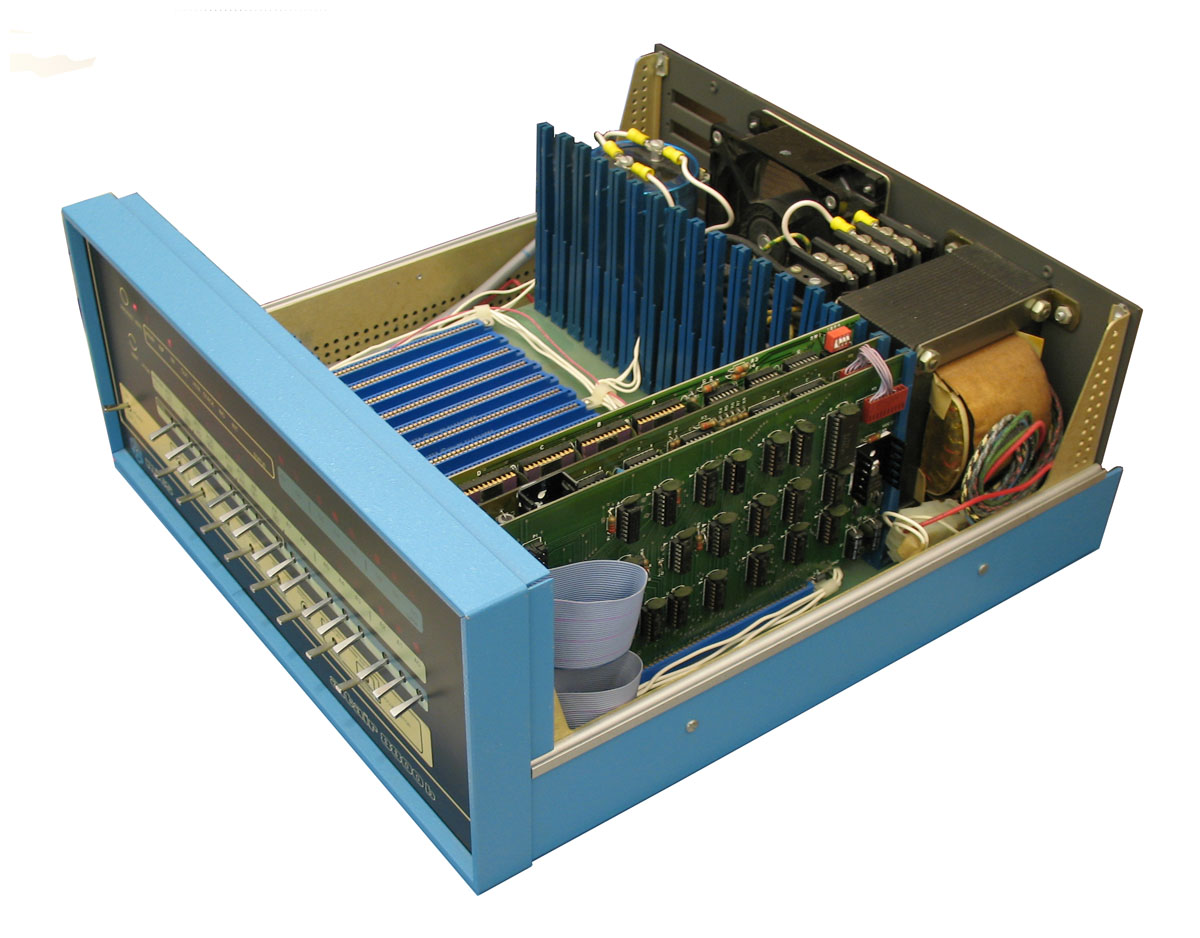
Wnętrze komputera Altair 8800B

Altair był dostarczany w dwuczęściowych walizkach. Tylny panel wraz z zasilaniem był montowane na głównej podstawie razem z przednią i tylną częścią obudowy. Przykrycie konstrukcji miało kształt litery C, tworząc górę oraz lewy i prawy bok obudowy. Pomysł na przedni panel został zaczerpnięty od minikomputera przedsiębiorstwa Data General Nova. Panel składał się z dużej liczby przełączników, które służyły do wprowadzania poleceń i danych w postaci binarnej bezpośrednio do pamięci oraz podobnej liczby czerwonych diod LED, służących do odczytywania wprowadzonych danych oraz wyników przeprowadzonych obliczeń.
Wprowadzanie programu do komputera Altair 8800 było żmudnym procesem. Użytkownik musiał po kolei ustawić przełączniki w odpowiednim położeniu, aby odzwierciedlały wybraną przez niego instrukcję dla mikroprocesora 8080 albo binarny kodu operacji, następnie całość musiał zatwierdzić przełącznikiem „Enter”, który powodował przesłanie wprowadzonej instrukcji do pamięci operacyjnej maszyny. Cały ten proces należało powtarzać, aż wprowadzone zostały wszystkie polecenia przewidziane przez programistę.
Początkowo komputer można było obsługiwać tylko za pomocą wspomnianych przełączników i diod, a jego zastosowanie ograniczało się do pisania programów, powodujących miganie światełek. Pomimo tych niedogodności sprzedano wiele egzemplarzy Altaira. Roberts nie zaprzestał prac nad udoskonaleniem swojego komputera, opracował kolejne karty z rozszerzeniami, takimi jak czytnik taśm dziurkowanych jako zewnętrzna pamięć, dodatkową pamięcią RAM i interfejsem RS-232 do podłączenia terminala komputerowego.
W 2013 został zaprezentowany klon komputera Altair 8800 entuzjastom, którzy chcieli poczuć się jak dawni jego użytkownicy. Do budowy klonu użyto współczesnych części, ale zachowano cenę oryginału.

## Oprogramowanie

### Altair BASIC

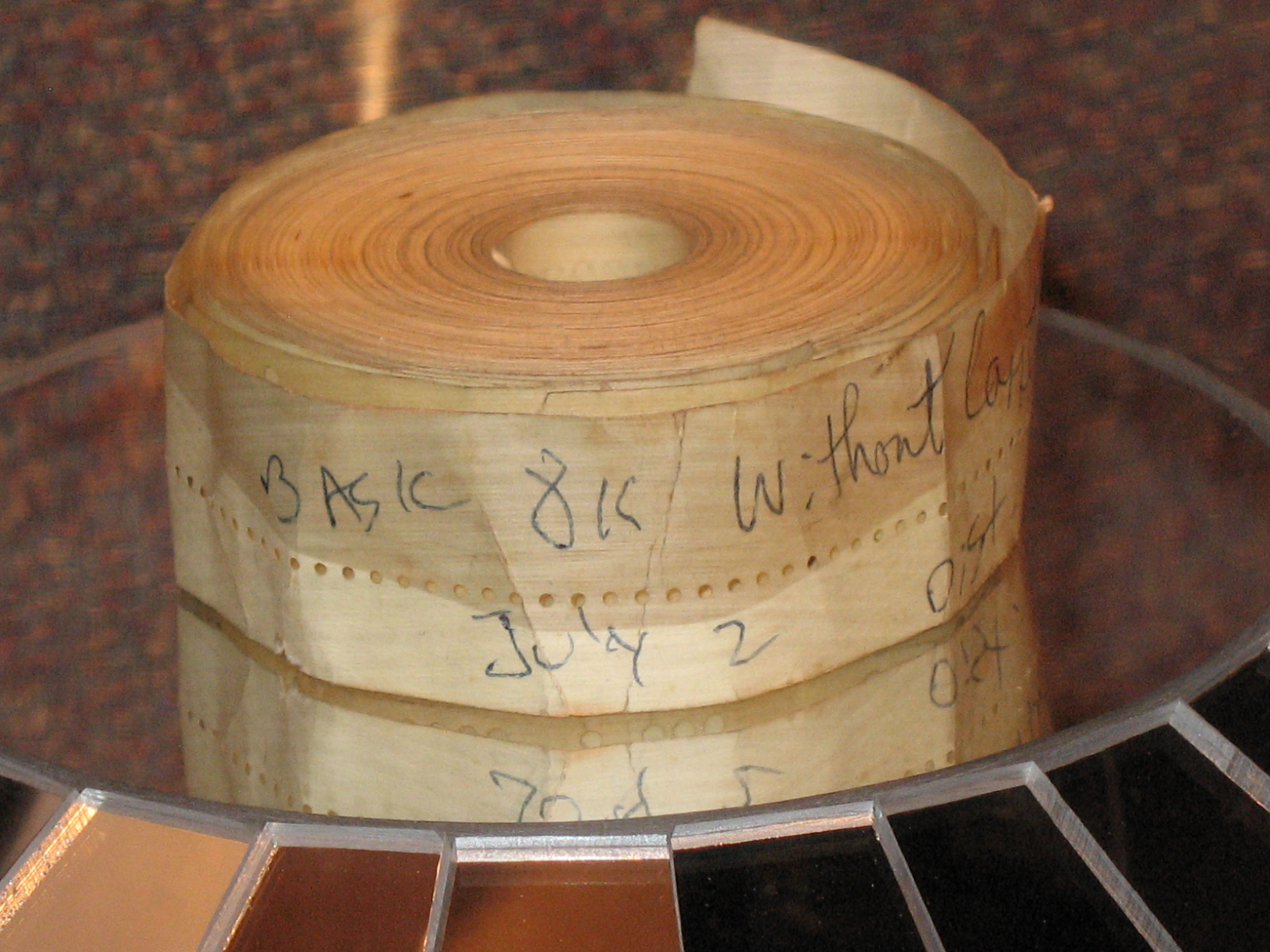
Taśma z interpreterem Altair BASIC

Roberts w liście od Traf-O-Data otrzymał ofertę kupna języka programowania BASIC dla jego maszyny. List został wysłany przez Billa Gatesa oraz Paula Allena, którzy nie mieli w tamtym czasie gotowego języka BASIC do zaoferowania. Kiedy zadzwonili do Robertsa w sprawie odpowiedzi na otrzymany list, on wyraził swoje zainteresowanie, co zapoczątkowało ich pracę nad interpreterem dla języka BASIC. Użyli do tego samodzielnie napisanego symulatora mikroprocesora Intel 8080 na minikomputer PDP-10. Mieli 30 dni zanim ktoś ich wyprzedzi w stworzeniu interpretera i jak tylko skończyli wersję działająca na symulatorze, Allen poleciał do Albuquerque na demonstrację ich programu – Altair BASIC (MITS 4K BASIC), zapisanego na dziurkowanej taśmie. Jako wynik swojego pierwszego uruchomienia wyświetlił napis „READY”, po czym Allen wpisał polecenie „PRINT 2+2”, a następnie natychmiast pojawił się wynik – „4”. Następnie została uruchomiona gra Lunar Lander, która również zadziałała. Gates i Allen założyli przedsiębiorstwo Microsoft, wtedy znane jako „Micro-Soft”.

### Książki
- Solomon's Memory. W: Les Solomon, Steve Ditlea: Digital Deli: The Comprehensive, User-Lovable Menu of Computer Lore, Culture, Lifestyles and Fancy. Workman Publishing, wrzesień 1984. ISBN 0-89480-591-6. (ang.). Brak numerów stron w książce
- Paul Freiberger, Michael Swaine: Fire in the Valley: The Making of the Personal Computer. New York, NY: McGraw-Hill, 2000. ISBN 0-07-135892-7. (ang.). Brak numerów stron w książce
- Forrest M Mims: Siliconnections: Coming of Age in the Electronic Era. New York: McGraw-Hill, 1986. ISBN 978-0-07-042411-1. (ang.). Brak numerów stron w książce
- Stanley Veit: Stan Veit's history of the personal computer.. Asheville, N.C: WorldComm, 1993. ISBN 978-1-56664-030-5. (ang.). Brak numerów stron w książce
- Rozdział 6. "Mechanics: Kits & Microcomputers". W: Jeffrey S. Young: Forbes Greatest Technology Stories: Inspiring Tales of the Entrepreneurs. New York: John Wiley & Sons, 1998. ISBN 0-471-24374-4. (ang.). Brak numerów stron w książce

### Czasopisma
- David Greelish. Ed Roberts Interview with Historically Brewed magazine. „Historically Brewed”, 1996. Historical Computer Society. [dostęp 2007-11-22]. (ang.).brak numeru strony
- Wayne Green. From the Publisher .. Are they real?. „BYTE”. 1 (2), s. 61, 81, 87, październik 1975. Green Publishing. (ang.).
- Forrest M. Mims. The Altair story; early days at MITS. „Creative Computing”. 10 (11), s. 17, listopad 1984. Creative Computing. [dostęp 2007-03-17]. (ang.).
- Forrest Mims. The Tenth Anniversary of the Altair 8800. „Computers & Electronics”. 23 (1), s. 58–62, 81–82, styczeń 1985. Ziff Davis. (ang.).
- H. Edward Roberts, William Yates. Altair 8800 minicomputer. „Popular Electronics”. 7 (1), s. 33–38, January 1975. New York, NY: Ziff Davis. [dostęp 2008-04-26]. (ang.).